# Гданцівська світа
Гданцівська світа — одна з п'яти світ Криворізького залізорудного басейну. Лежить на древніших світах. Характерним для її складу є велика кількість літологічних різновидів порід, різка їхня доціальна зміна впродовж смуги. Тут присутні седиментаційні брекчії, метапісковики, безрудні кварцити, хлоритові та магнетит-хлоритові сланці, кварц-карбонатні породи кварц-карбонат-біотитові, кварц-карбонат-графітові сланці, доломітові мармури. Має веретви доломітових мармурів, які викликають цікавість як можлива сировина для вогнетривких матеріалів, чи як металургійні флюси та матеріал для виготовлення декоративної плитки.
Неогенові відклади вміщують веретва ваняків, пісків, глин, як корисних копалин місцевого значення.
Атропогенні утворення представлені суглинками, що використовуються як сировина для цегельних заводів.
Гранітоїдні породи характерізуються тіньовою макроструктурою, часто зустрічаються породи смугастої текстури, інє'ковані рожево-червоними пегматитами, фалітами. Все це зумовлює високу декоративну якість каменю. Як граніти, так і діабази відрізняються досить високою міцністю, що сприяє їхньому використанню, як будівельного матеріалу.
Формування відбулося в середньопротерозойський етап, який характеризувався накопиченням карбонатно-вуглецево-сланцевого породного комплексу, який зі стратиграфичним і кутовим неузгодженням залягає на породах саксаганської світи. Нагромадження порід відбувалося в лагуноподібному басейні, що успадкував структурний план проторифта.
Потужність світи досягає 1500 м.

## Ресурси Інтернету
- О границе пород архея и протерозоя Украинского щита
- ЛОКАЛІЗАЦІЯ ТИГРОВОГО ТА СОКОЛИНОГО ОКА ГЛЕЮВАТСЬКОГО РОДОВИЩА (КРИВОРІЗЬКИЙ БАСЕЙН)